# Kőszáli kecskék
A kőszáli kecskék (Capra) az emlősök (Mammalia) osztályának párosujjú patások (Artiodactyla) rendjébe, ezen belül a tülkösszarvúak (Bovidae) családjába és a kecskeformák (Caprinae) alcsaládjába tartozó nem.

## Kialakulásuk
A kőszáli kecskéknek a magas hegységekre korlátozódó, szétszórt elterjedtsége és az ennek ellenére megfigyelhető nagy testi hasonlóságuk arra a következtetésre jogosít föl, hogy nem is olyan régen a hegyek között elterülő síkságokat lakták, természetesen olyan korban, amely jóval hidegebb volt a mostaninál, és így ezek a meleget kerülő állatok Afrikába, egészen Etiópiáig is eljuthattak. Amint az éghajlat melegebb lett, a kőszáli kecskék a hegységekbe húzódtak föl. Így alakulhatott ki itt, a földrajzi elkülönülés következtében a mai nagyszámú alfajuk. A kőszáli kecskének a mélyebben fekvő vidékeken való egykori elterjedését egyes történelmi feljegyzések is bizonyítják, a 18. században például még a Vogézekben is élt. Közép-Európa és Nyugat-Európa számos helyén fosszilis, megkövesedett leleteket is találtak.

## Rendszerezés
A nembe az alábbi 9-10 élő faj és 2 fosszilis faj tartozik:
- vadkecske (Capra aegagrus) Erxleben, 1777
  - házi kecske (Capra aegagrus hircus) Linnaeus, 1758 - egyes rendszerezők önálló fajnak tartják, Capra hircus név alatt; azonban ez még nincs általánosan elfogadva
- †Capra camburgensis - pleisztocén[1]
- nyugat-kaukázusi kecske (Capra caucasica) Güldenstädt & Pallas, 1783
- kelet-kaukázusi kecske (Capra cylindricornis) (Blyth, 1841) - korábban a nyugat-kaukázusi kecske alfajának vélték
- †Capra dalii Bukhsianidze & Vekua, 2006 - középső pleisztocén; Grúzia
- pödröttszarvú kecske (Capra falconeri) (Wagner, 1839)
- alpesi kőszáli kecske (Capra ibex) Linnaeus, 1758
- núbiai kőszáli kecske (Capra nubiana) F.Cuvier, 1825
- spanyol kőszáli kecske (Capra pyrenaica) (Schinz, 1838)
- szibériai kőszáli kecske (Capra sibirica) Pallas, 1776
- abesszin kőszáli kecske (Capra walie) Rüppell, 1835

## Leírásuk
A kőszáli kecskék a magas hegyeket lakják, ahol csupán kevés emlősállat tud megélni. Legfeljebb csak a leghidegebb téli időszakokban ereszkednek le valamivel mélyebben fekvő vidékekre. Ezzel az életmóddal velejár, hogy minden kőszálikecske fajnak csekély az elterjedtsége és hogy igen sok különböző alfajuk alakult ki.
Az egyes fajok és alfajok testalkatra és színre nagyon hasonlítanak egymáshoz, viszont szarvuk és erősebben vagy gyöngébben kifejlődött szakálluk révén némileg különbözők. Európában két fajuk található, a spanyol kőszáli kecske (Capra pyrenaica) és az alpesi kőszáli kecske (Capra ibex). Ez utóbbi valaha sokfelé (például a Kárpátokban is) megtalálható volt, ma már azonban élőhelye az Alpokra, elsősorban Svájcra szorult vissza. A kőszáli kecskefajok közül valószínűleg a szibériai kőszáli kecske (Capra sibirica) fordul elő a legnagyobb területen, az Altaj-hegységtől a Himalájáig egész Közép-Ázsiában. Egyiptom és az Délkelet-Arábia hegyeiben élő veszélyeztetett faj a núbiai kőszáli kecske (Capra nubiana). Etiópia (Abesszínia) hegyeiben található a kihalóban levő abesszin kőszáli kecske (Capra walie).

## Képek

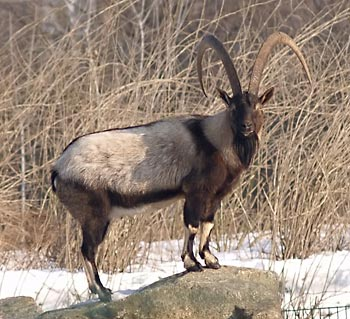
Capra aegagrus
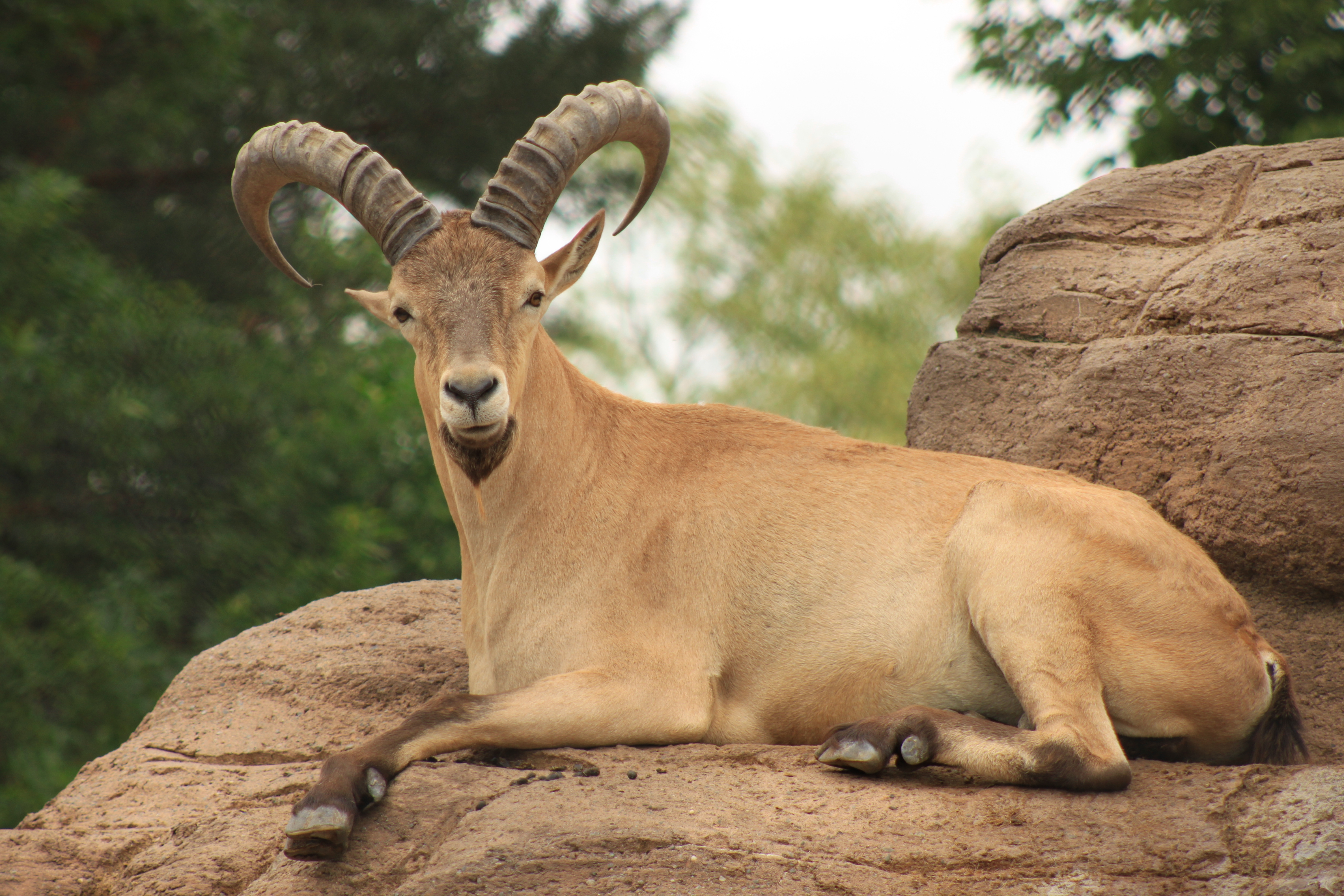
Capra caucasica
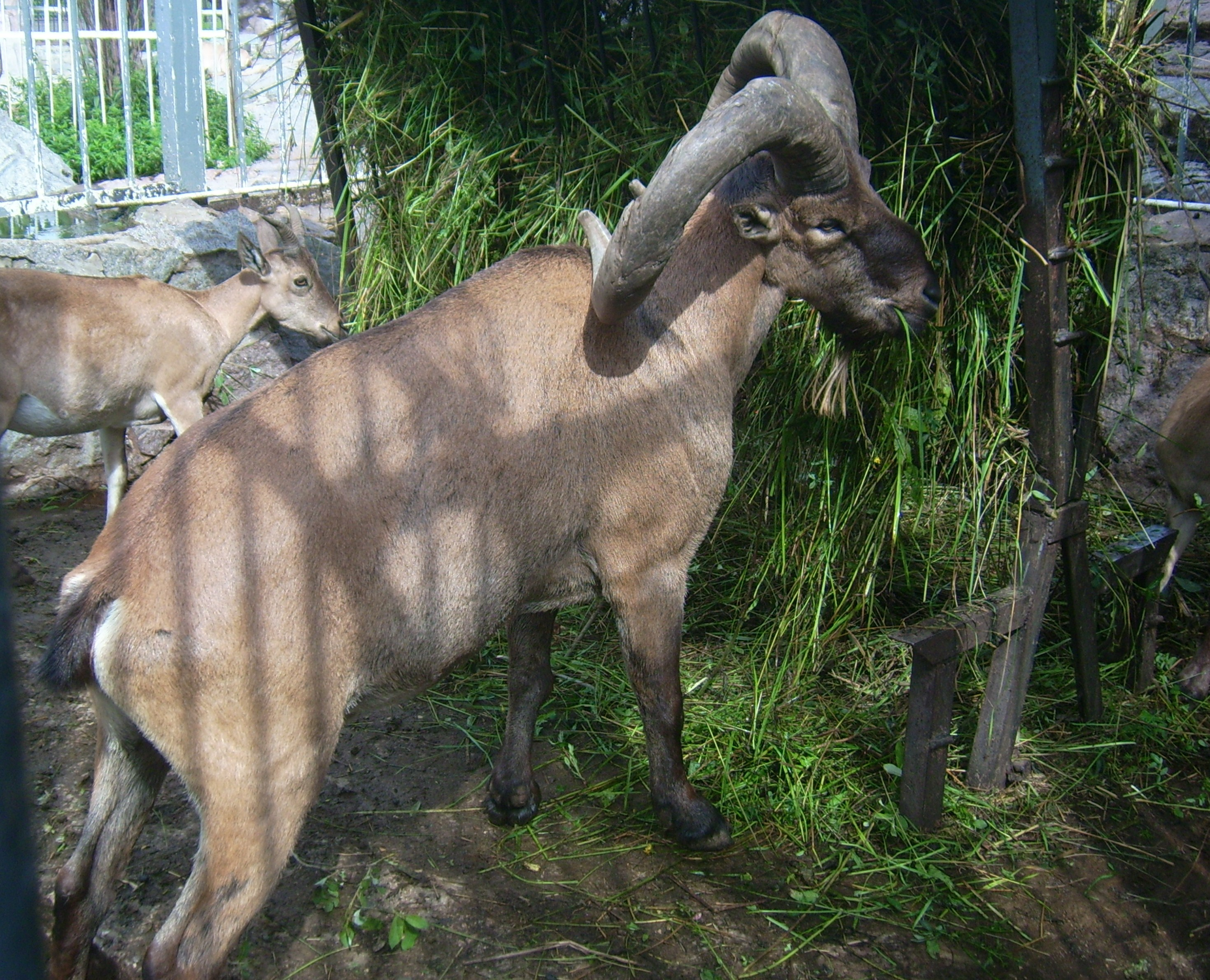
Capra cylindricornis
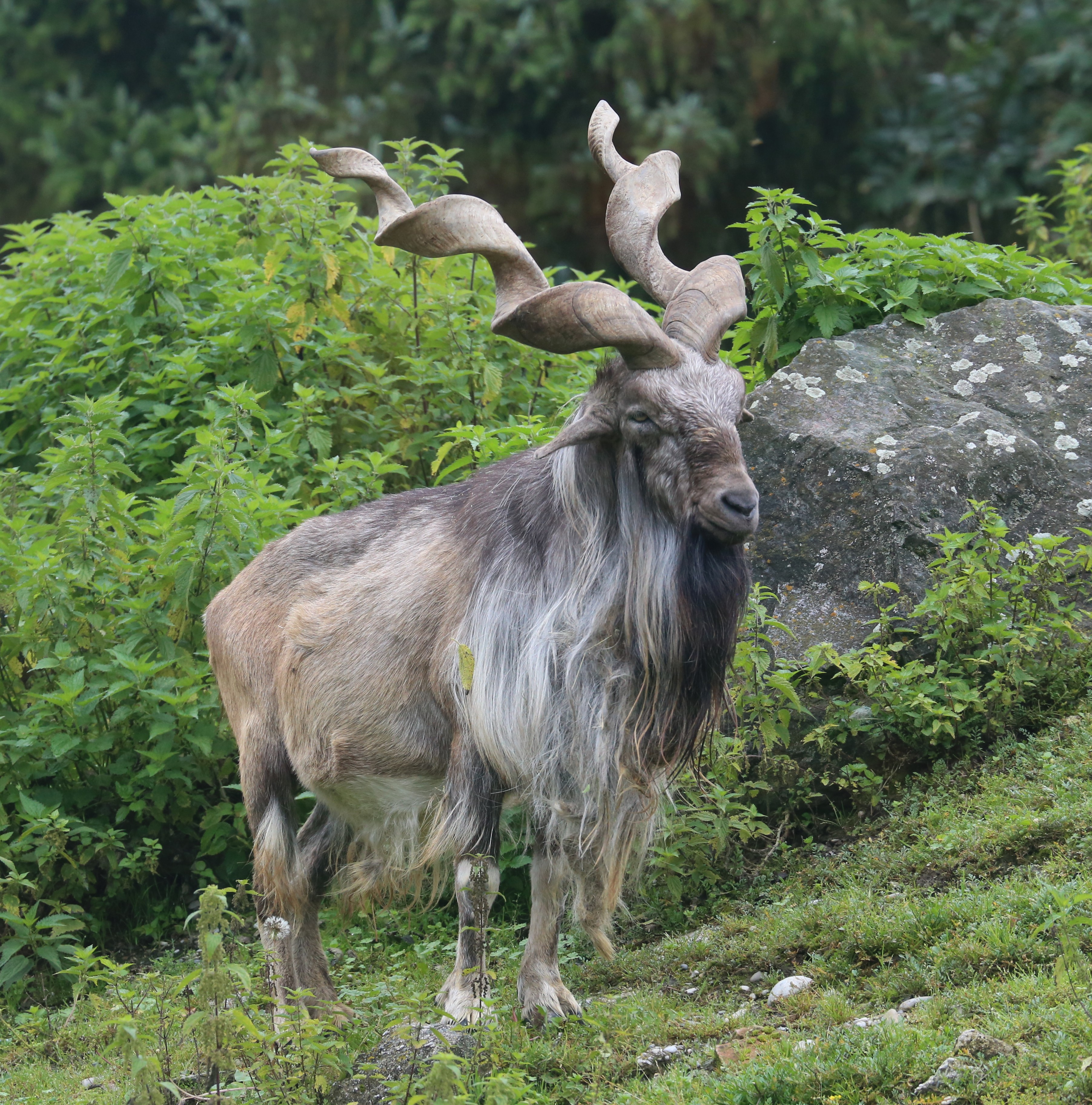
Capra falconeri
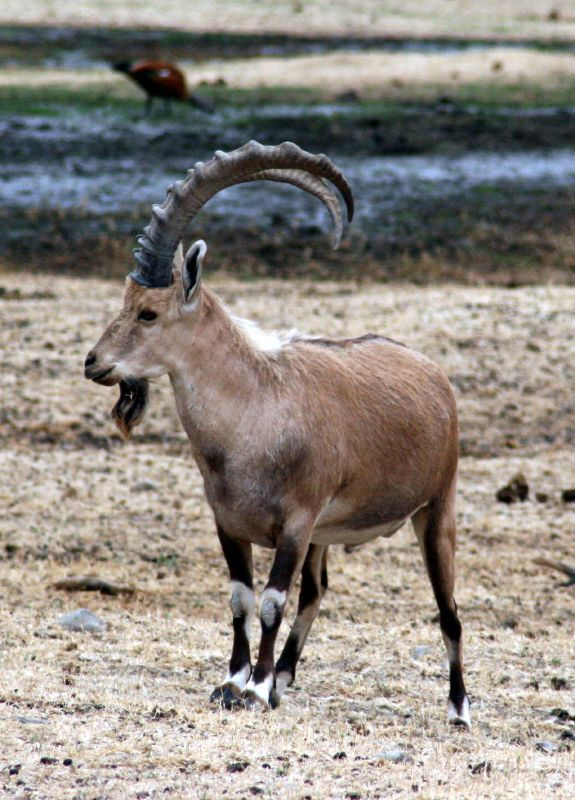
Capra nubiana
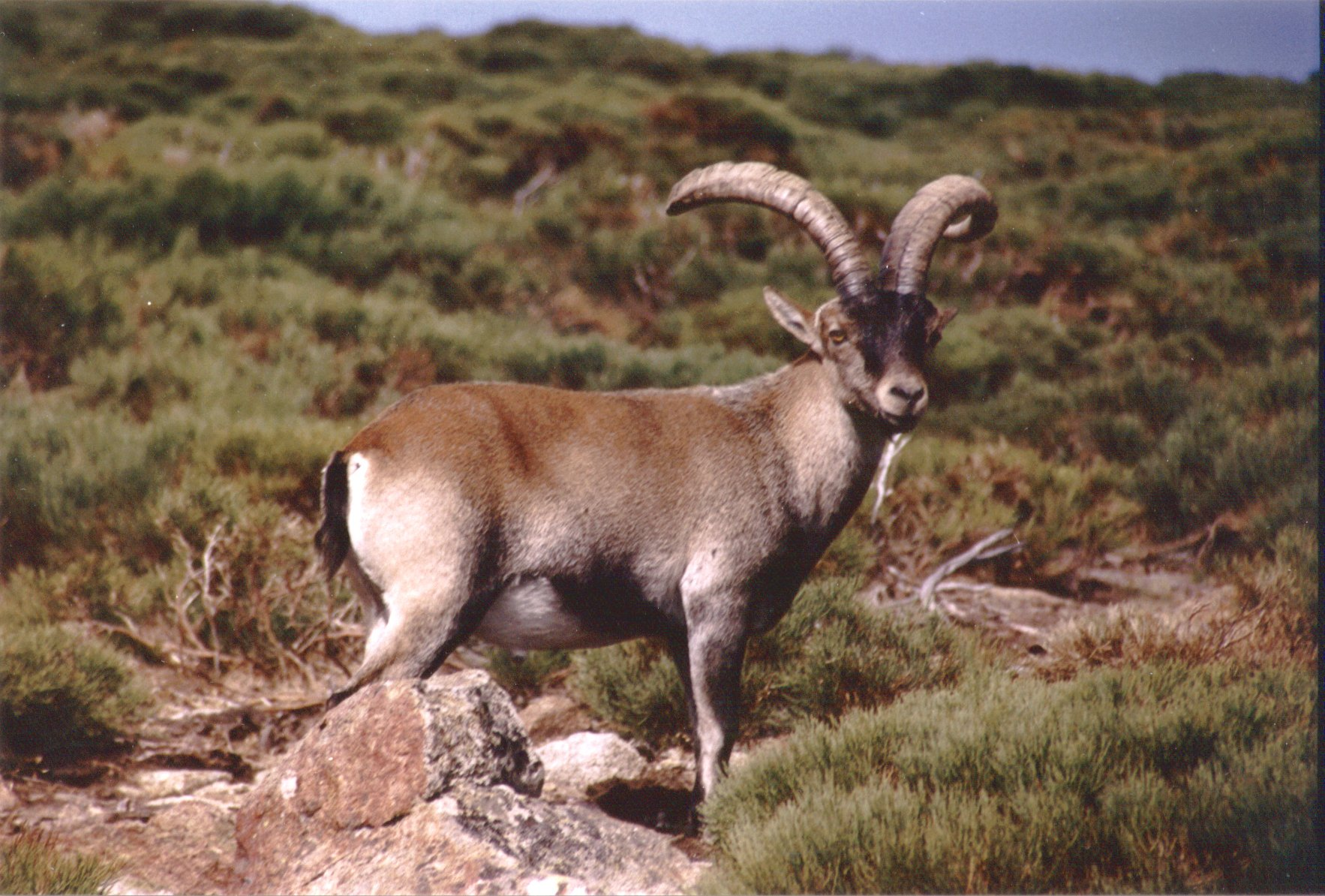
Capra pyrenaica
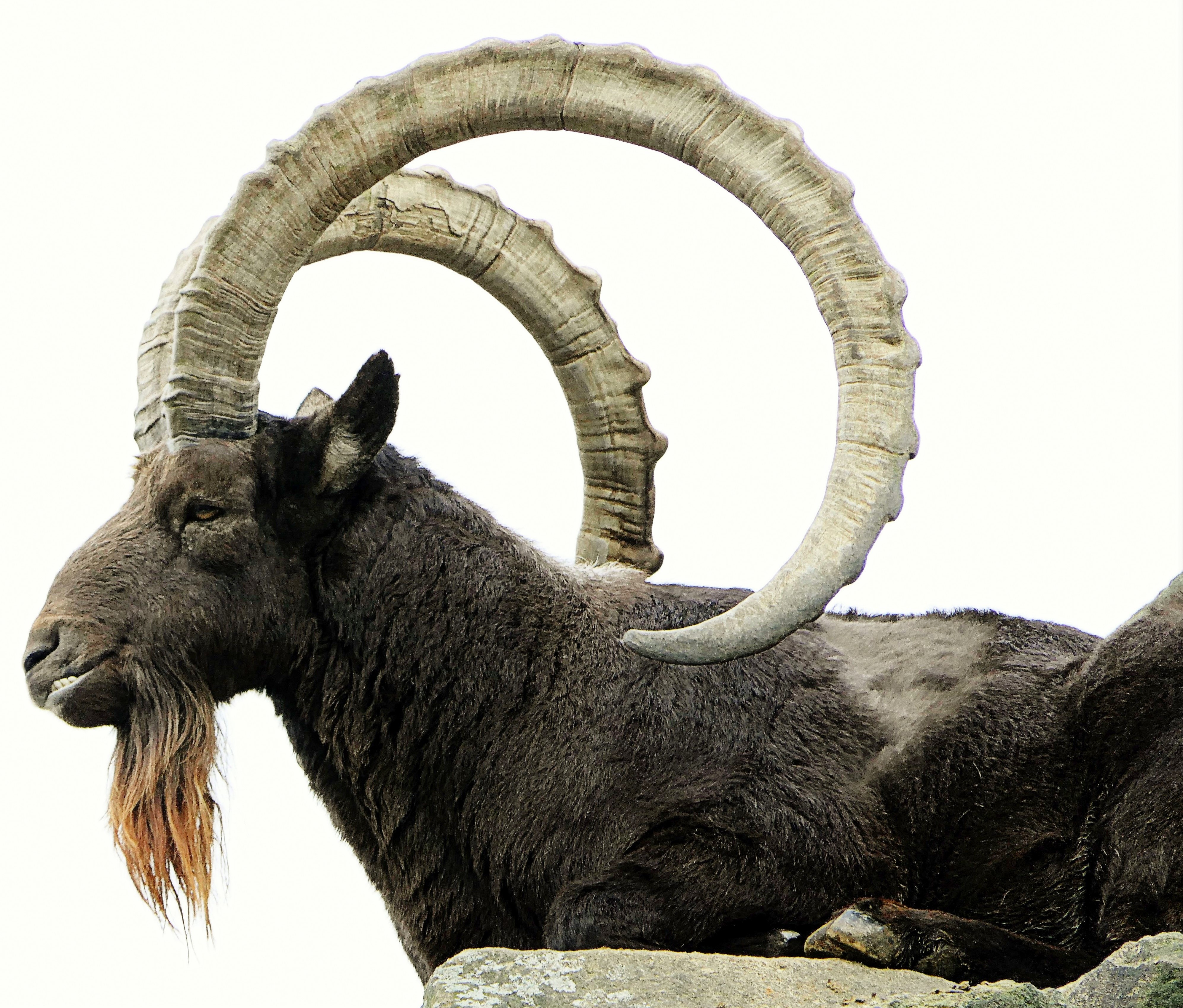
Capra sibirica
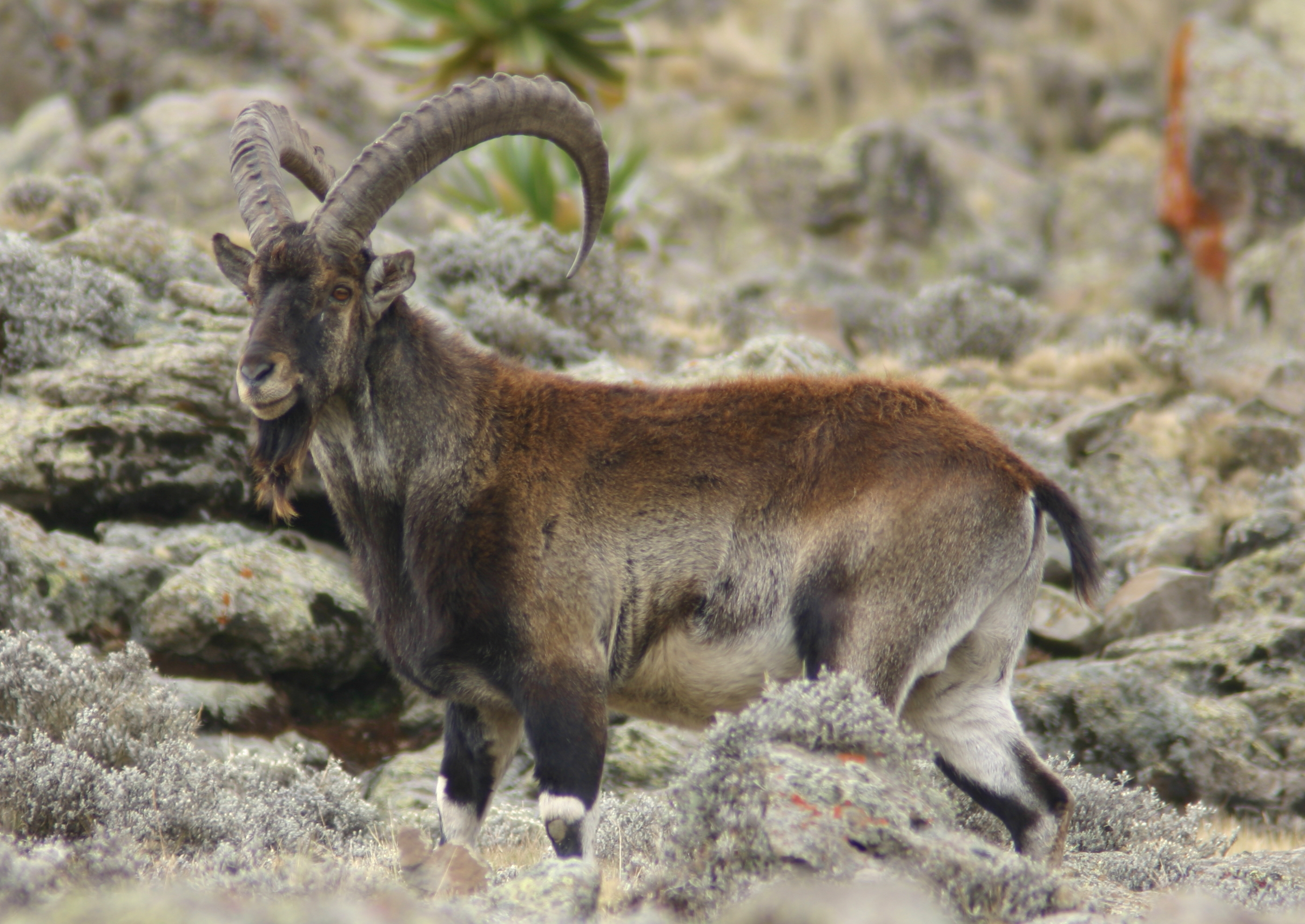
Capra walie

### Fordítás
- Ez a szócikk részben vagy egészben  a   Capra (genus) című angol Wikipédia-szócikk ezen változatának fordításán alapul.  Az eredeti cikk szerkesztőit annak laptörténete sorolja fel. Ez a jelzés csupán a megfogalmazás eredetét és a szerzői jogokat jelzi, nem szolgál a cikkben szereplő információk forrásmegjelöléseként.
- Ez a szócikk részben vagy egészben  az   Ibex című angol Wikipédia-szócikk ezen változatának fordításán alapul.  Az eredeti cikk szerkesztőit annak laptörténete sorolja fel. Ez a jelzés csupán a megfogalmazás eredetét és a szerzői jogokat jelzi, nem szolgál a cikkben szereplő információk forrásmegjelöléseként.